# ناسداك
بورصة ناسداك أو نازداك (بالإنجليزية: NASDAQ) جاءت تسميتها من اختصار (National Association of Securities Dealers Automated Quotations system) وبالعربية (نظام تحديد الأسعار المؤتمن التابع للمؤسسة القومية لوسطاء الأوراق المالية) هي سوق مالي أمريكي أنشئ في عام 1971.
مقر ناسداك الرئيسي يقع في مدينة نيويورك، وهي أكبر بورصة تعمل على أساس الشاشات الإلكترونية في الولايات المتحدة الأمريكية مع نحو 3200 شركة مدرجة بها، كما أن متوسط عدد الأسهم المباعة بها يومياً أعلى من أي بورصة أمريكية أخرى. أغلب الشركات المدرجة فيها تكنولوجية وتعدّ المؤشر الرئيسي للسوق التكنولوجي الأمريكي.

## تاريخ
تم إطلاق البورصة يوم 8 فبراير 1971 بمئة نقطة، وذلك بأول بورصة تتعامل بالشاشات الإلكترونية وصل المؤشر إلى أعلى مستوى له في تاريخه عام 1999 اقترب من 5000 نقطة، لكن سرعان ما انهار بسبب أزمة الدوت كوم التي ضربت الشركات التكنولوجية وتسببت بركود جزئي، ووصل المؤشر إلى 1000 نقطة وعاد بعدها ليسجل في أكتوبر 2007 أكثر من 2700 لكن المؤشر هبط إلى 1500 نقطة في أكتوبر 2008 بسبب اشتداد أزمة الرهن العقاري.

## جدول التداول
جلسات سوق الأسهم في ناسداك، بتوقيت المنطقة الزمنية الشرقية هي:
7:00 صباحًا حتى 9:30 صباحًا: جلسة تداول لساعات طويلة (ما قبل السوق)
9:30 صباحًا إلى 4:00 مساءً: جلسة تداول عادية
4:00 مساءً إلى 8:00 مساءً: جلسة تداول لساعات طويلة (ما بعد البيع) 
يبلغ متوسط سوق الأوراق المالية في ناسداك حوالي 253 يوم تداول سنويًا.

## وصلات خارجية
- ناسداك على موقع الموسوعة البريطانية (الإنجليزية)
- الموقع الرسمي